# Jean-Robert Smeets
Jean-Robert Smeets (* 20. Februar 1916 in Maastricht; † 2. November 2003 in Mheer, Margraten) war ein niederländischer Romanist und Mediävist.

## Leben und Werk
Smeets studierte in Groningen (bei Kornelis Sneyders de Vogel), Paris und Besançon. Ab 1941 war er Gymnasiallehrer in Maastricht und Groningen, daneben Dozent an der Höheren Gartenbauschule. 1953 promovierte er an der Universität Groningen mit einer Ausgabe von La Chevalerie de Judas Macabé (Assen 1955) und wurde ebenda Dozent für Altfranzösisch, Altspanisch und Vulgärlatein. Louis Kukenheim holte ihn 1960 an die Universität Leiden, wo er bis 1980 als Professor lehrte. Er gründete die „Equipe de Leyde“ zur Erforschung der mittelalterlichen Bibeln.

Smeets war Chevalier der Ehrenlegion (1983).

## Weitere Werke (Herausgeber)
- La Bible de Macé de La Charité, Leiden 1964
- La Bible de Macé de La Charité I: Genèse, Exode, Leiden 1967
- (mit J. Bierbrauer und E. Tilemans) Le français agricole, Den Haag 1959–1961
- La Bible de Jehan Malkaraume, 2 Bde., Assen 1978
- La Bible de Macé de La Charité V: Cantique des Cantiques, Leiden 1982
- Les fragments de la Chevalerie de Judas Macchabée de Gautier de Belleperche contenu dans le ms. Garret 125 de la Princeton University Library, Leiden 1985
- La Bible de Macé de La Charité VI: Évangiles, Actes des Apostres, Leiden 1986
- La chevalerie de Judas Macchabee de Gautier de Belleperche (et de Pieros du Riés) : (Ms. Berlin, Staatsbibliothek, Hamilton 363), Assen 1991
- La Chevalerie de Judas Macchabée de Gautier de Belleperche, in: Revue de Linguistique romane 60, 1996, S. 335–402